# Mason Greer
Mason Greer (* in  Iowa City, Johnson County, Iowa) ist ein US-amerikanischer Schauspieler, Drehbuchautor, Filmproduzent und Filmregisseur. Er ist in seinem Tätigkeitsbereich auf Kurzfilme spezialisiert.

## Leben
Laut eigenen Angaben verfasste Greer mit 14 Jahren seinen ersten Roman, den er zwei Jahre später veröffentlichte. Im selben Jahr wurde sein Roman in die Lehrplanoption für Minderheitenliteratur der Language Arts High School aufgenommen. Während dieser Zeit wuchs sein Wunsch Geschichten auch visuell erzählen zu können und so strebte er eine Karriere als Filmproduzent an. Er studierte bis 2016 an der University of Northern Iowa die Fächer Filmproduktion und Digitale Medien. In seiner Studienzeit erhielt er für seine Kurzfilme mehrere Filmfestivalpreise und auch die The New York Times schrieben einen Bericht über einen seiner Kurzfilme, der die rassistische Ungerechtigkeiten auf dem College-Campus thematisiert. Durch die Filmeinahmen konnte er nach seiner Studienzeit nach Los Angeles ziehen. 
Seit 2017 wirkt er in dem Format The Pasadonuts Improv Livestream, einer Improvisationscomedysendung mit. Bisher war er in 18 Episoden zu sehen. Zuvor sammelte er bereits Erfahrungen im Improvisationstheater beim UCB und der West Side Comedy. 2018 spielte er in drei Episoden der Serie Stargate Origins mit. 2020 hatte er eine Nebenrolle in Battle Star Wars – Die Sternenkrieger.

## Filmografie

### Schauspiel
- 2016: Beyond the X (Kurzfilm)
- 2016: One Drop Rule (Kurzfilm)
- 2017: The Better Man (Kurzfilm)
- 2017: 7 Truths (Kurzfilm)
- 2017: Summer of Love (Kurzfilm)
- 2017: Journey (Kurzfilm)
- 2018: Stargate Origins (Webserie, 3 Episoden)
- 2018: EBEN: That's Alright (Kurzfilm)
- 2018: #Prayfor (Kurzfilm)
- 2019: He's That Guy (Kurzfilm)
- 2019: Nausea (Kurzfilm)
- 2020: Battle Star Wars – Die Sternenkrieger (Battle Star Wars)
- 2020: The Chisel and the Corkscrew (Kurzfilm)
- 2020: Death of a Telemarketer
- 2020: Fear PHarm 2

### Fernsehauftritte
- seit 2017: The Pasadonuts Improv Livestream

### Drehbuch
- 2016: Beyond the X (Kurzfilm)
- 2016: One Drop Rule (Kurzfilm)
- 2017: Through the Night (Kurzfilm)
- 2017–2019: Generation Z (Fernsehserie, 3 Episoden)
- 2018: Lights Out (Kurzfilm)

### Regie
- 2016: One Drop Rule (Kurzfilm)
- 2017: Through the Night (Kurzfilm)
- 2017–2019: Generation Z (Fernsehserie, 3 Episoden)
- 2018: Lights Out (Kurzfilm)
- 2020: Delete (Kurzfilm)

### Produktion
- 2016: Beyond the X (Kurzfilm)
- 2016: One Drop Rule (Kurzfilm)
- 2017: Through the Night (Kurzfilm)
- 2018: Lights Out (Kurzfilm)